# 520
520 (DXX) je bilo prestopno leto, ki se je po julijanskem koledarju začelo na sredo.

## Dogodki
- 1. januar

## Rojstva
- Justin II., bizantinski cesar († 578)
- Tiberij II. Konstantin, bizantinski cesar († 582)